# 野田 (名古屋市)
- 日本 > 愛知県 > 名古屋市 > 中川区 > 野田・野田町
- 日本 > 愛知県 > 名古屋市 > 中村区 > 野田町

野田（のだ）は、愛知県名古屋市中川区と中村区にある町名。現行行政地名は野田一丁目から野田三丁目と野田町。住居表示未実施。野田町は丁番を持たない単独町名で、現在15の小字が設置されている。

## 地理
名古屋市中川区の中北部、中村区の南西部に位置し、中川区野田の東に、高畑、西に富田町大字前田、南に中郷と打中と打出町と中須町、北に柳瀬町と一柳通と開平町と柳田町と土野町と本前田町に接する。
中川区野田町は、住所表示未実施の線路および道路敷地にわずかに残存するのみである。字下ノ坪・東開泉・二反畑は市道本前田八田線の道路用地に残存し、東は八田町字下長草、西は野田二丁目、南は開平町2丁目、北は柳田町1丁目が接する。字経田はJR関西線および近鉄名古屋線の線路用地内に飛び地として存在し、四方を中村区野田町字経田に接する。字上西菰・土取・柳下も線路用地に残存する。字上西菰は、東に柳田町2丁目、西に土野町、南に野田二丁目、北に中村区野田町字上西菰が接する。字土取は、東と南に土野町、西に中村区野田町字川田、北に中村区野田町字土取がそれぞれ接する。字柳下は飛び地として僅かに存在し、四方を中村区野田町字柳下に接する。
中村区野田町は、東に長草町、西に野上町、北に岩塚町、南に中川区八田町と中川区柳田町に接する。

### 字一覧
野田町には小字が残る。野田町及びその前身である愛知郡野田村の小字を以下に示す。
以下の表において、
- 消滅した字については背景色    で示す。
- 現存する字のうち中川区に所在するものには■を、中村区に所在するものには★を付した。
- 括弧内には読みを示す。

| 字                             | 字                             |
| ------------------------------ | ------------------------------ |
| 油田（あぶらでん）★            | 一柳（いちやなぎ）             |
| 茨塚（いばらづか）             | 臼ノ目（うすのめ）             |
| 打出裏（うちでうら）           | 大池（おおいけ）★              |
| 上折（かみおれ）               | 上越（かみこし）               |
| 上永長（かみながおさ）         | 上西菰（かみにしこも）★■       |
| 上平賀（かみひらが）           | 上矢代（かみやしろ）           |
| 川田（かわた）★                | 瓦田（かわらだ）               |
| 北邸廻リ（きたやしきまわり）   | 経田（きょうでん）★■           |
| 小梁（こばり）                 | 下折（しもおれ）               |
| 下永長（しもながおさ）         | 下西菰（しもにしこも）★        |
| 下ノ坪（しものつぼ）■          | 下平賀（しもひらが）           |
| 下矢代（しもやしろ）           | 善生（ぜんのふ）               |
| 土取（つちとり）★■             | 寺腰（てらこし）               |
| 堂裏（とううら）               | 中島いの割（なかしまいのわり） |
| 中島にの割（なかしまにのわり） | 中島はの割（なかしまはのわり） |
| 中島ろの割（なかしまろのわり） | 中須裏（なかすうら）           |
| 中深（なかふか）★              | 西開泉（にしかいせん）★        |
| 西竪出（にしたてで）           | 西邸廻リ（にしやしきまわり）   |
| 二反畑（にたんばた）★■         | 東開泉（ひがしかいせん）■      |
| 東竪出（ひがしたてだし）★      | 東邸廻リ（ひがしやしきまわり） |
| 船入（ふないり）               | 又部（またべ）★                |
| 丸ノ内（まるのうち）           | 南邸廻リ（みなみやしきまわり） |
| 森竹（もりたけ）               | 柳下（やなぎした）★■           |

## 歴史

### 町名の由来
江戸期の愛知郡野田村を前身とする。「野田」は、「沼田（ぬだ）」の転化で湿地や湿田を表すという説がある。

### 近世
江戸期には野田村と称した。古くは一楊御厨の一部で、宮宿の助郷村であった。野田村の集落は荒子川と稲葉地井筋の間に位置し、竹林が茂っていたという。『尾張徇行記』によれば、当時の野田村は農業を中心とする村で、兼業で筵や瓜の栽培も行い春日井郡下小田井村の市に売りに出していたという。人口が少なく労働力が不足していたため、周辺の前田村、中須村、打出村などから人手が来ていた。『寛文村々覚書』によれば、野田村は本田概高981石、家数61、人口318、馬27であった。
1889年（明治22年）に野田村は合併により御厨村大字野田となった。その後、荒子村大字野田を経て、1921年（大正10年）に名古屋市に編入された。編入と同時に大字野田は野田町と改称された。

### 行政区画の変遷

#### 野田町
- 1889年（明治22年）10月1日 - 愛知郡野田村が合併に伴い、同郡御厨村大字野田となる[1]。
- 1906年（明治39年）5月10日 - 合併に伴い、荒子村大字野田となる[1]。
- 1921年（大正10年）8月22日 - 合併に伴い、名古屋市南区野田町となる[1]。
- 1926年（大正15年）9月25日 - 中須町の一部を編入する[1]。
- 1937年（昭和12年）10月1日 - 中川区編入に伴い、同区野田町となる[1]。
- 1944年（昭和19年）2月11日 - 中川区野田町の一部により、中村区野田町が成立する[1]。
- 1949年（昭和24年）6月20日 - 中村区野田町の一部が中川区野田町に編入される[1]。
- 1953年（昭和28年）7月1日 - 中川区野田町字一柳の一部が同区一柳通3丁目・八王子町に、字上永長の一部が一柳通1丁目および2丁目・開平町1丁目および2丁目に、字上西菰の一部が柳田町2丁目に、字上平賀の一部が一柳通1丁目・開平町1丁目に、字北邸廻りの一部が開平町1丁目および2丁目・柳田町2丁目に、字経田の一部が柳田町2丁目に、字下永長の一部が一柳通2丁目および3丁目に、字下西菰の一部が柳田町2丁目に、字下ノ坪の一部が一柳通1丁目・開平町1丁目および2丁目・柳田町1丁目に、字下平賀の一部が一柳通1丁目に、字中島ろの割の一部が八王子町に、字西開泉の一部が柳田町2丁目に、字二反畑の一部が開平町2丁目・柳田町1丁目および2丁目に、字東開泉の一部が一柳通2丁目・開平町2丁目・柳田町1丁目および2丁目に、字東邸廻りの一部が一柳通2丁目および3丁目・開平町2丁目に、字南邸廻りの一部が一柳通3丁目・八王子町に、字柳下の一部が柳田町1丁目および2丁目にそれぞれ編入される[7]。一柳線土地区画整理組合の換地処分による（愛知県告示240号）。
- 1959年（昭和34年）5月1日 - 中川区野田町字中島ろの割の一部が打出本町1丁目に編入される[8]。一柳線土地区画整理組合の換地処分による（愛知県告示234号）。
- 1984年（昭和59年）11月3日 - 中村区野田町字油田の一部が同区川前町・野上町・八社二丁目・横前町・野田町字経田に、字上西菰の一部が川前町・野上町・横前町に、字川田の一部が川前町に、字瓦田の一部が川前町・横前町に、字経田の一部が野上町に、字土取の一部が川前町に、字西竪出の一部が野上町・八社二丁目・横前町・野田町字経田・野田町字東竪出に、字東竪出の一部が野田町字経田に、字丸ノ内の一部が八社二丁目・横前町に、字柳下の一部が野田町字経田にそれぞれ編入される[9]。
- 中川区野田町はこのほか、打出一丁目・打中一丁目・中郷一丁目・中郷二丁目・高畑三丁目・高畑四丁目・高畑五丁目・土野町・中須町・八田本町・柳瀬町にそれぞれ編入され、道路敷地にわずかに残存する[1]。

#### 野田
- 1974年（昭和49年）11月15日 - 中川区富田町大字前田の一部により、同区野田三丁目が成立する[1]。
- 1977年（昭和52年）5月1日 - 中川区中郷の一部により、同区野田一丁目が成立する[1]。
- 1984年（昭和59年）11月3日 - 中川区野田三丁目に同区富田町大字前田・野田町・中須町の各一部が編入される[1]。また、中川区野田一丁目に同区高畑の全域および野田町・一柳通・高畑四丁目・八田本町の各一部が編入される[1]。中川区野田二丁目が同区野田町・一柳通・開平町・八王子町・柳田町の各一部により成立[1]。

## 世帯数と人口
2019年（平成31年）2月1日現在の世帯数と人口は以下の通りである。

### 野田
| 区     | 丁目       | 世帯数    | 人口    |
| ------ | ---------- | --------- | ------- |
| 中川区 | 野田一丁目 | 855世帯   | 1,755人 |
| 中川区 | 野田二丁目 | 704世帯   | 1,558人 |
| 中川区 | 野田三丁目 | 178世帯   | 366人   |
| 計     | 計         | 1,737世帯 | 3,679人 |

### 人口の変遷
国勢調査による人口の推移
| 1995年（平成7年）  | 4,010人 | [ WEB 9 ]  |  |
| 2000年（平成12年） | 3,879人 | [ WEB 10 ] |  |
| 2005年（平成17年） | 3,975人 | [ WEB 11 ] |  |
| 2010年（平成22年） | 4,023人 | [ WEB 12 ] |  |
| 2015年（平成27年） | 4,120人 | [ WEB 13 ] |  |

### 野田町
- 中川区野田町の人口等は少ない為、ここでは省略する。

| 区     | 町丁   | 世帯数  | 人口  |
| ------ | ------ | ------- | ----- |
| 中村区 | 野田町 | 235世帯 | 581人 |

### 人口の変遷
国勢調査による人口の推移
| 1995年（平成7年）  | 101人 | [ WEB 9 ]  |  |
| 2000年（平成12年） | 99人  | [ WEB 10 ] |  |
| 2005年（平成17年） | 448人 | [ WEB 11 ] |  |
| 2010年（平成22年） | 604人 | [ WEB 12 ] |  |
| 2015年（平成27年） | 580人 | [ WEB 13 ] |  |

## 学区
市立小・中学校に通う場合、学校等は以下の通りとなる。また、公立高等学校に通う場合の学区は以下の通りとなる。なお、小・中学校は学校選択制度を導入しておらず、番毎で各学校に指定されている。
| 区     | 丁目       | 小学校                                      | 中学校                                    | 高等学校 |
| ------ | ---------- | ------------------------------------------- | ----------------------------------------- | -------- |
| 中川区 | 野田一丁目 | 名古屋市立常磐小学校 名古屋市立野田小学校   | 名古屋市立長良中学校 名古屋市立一柳中学校 | 尾張学区 |
| 中川区 | 野田二丁目 | 名古屋市立野田小学校                        | 名古屋市立一柳中学校                      | 尾張学区 |
| 中川区 | 野田三丁目 | 名古屋市立野田小学校 名古屋市立長須賀小学校 | 名古屋市立一柳中学校 名古屋市立助光中学校 | 尾張学区 |
| 中川区 | 野田町     | 名古屋市立野田小学校                        | 名古屋市立一柳中学校                      | 尾張学区 |
| 中村区 | 野田町     | 名古屋市立八社小学校                        | 名古屋市立御田中学校                      | 尾張学区 |

## 交通
- 愛知県道190号名古屋一宮線
- 愛知県道229号八田停車場線

## 施設
中川区野田
- 愛知県立中川商業高等学校
- 名古屋市立野田小学校
- 愛知信用金庫 中川支店
- フィール アイアイプラザ
- エディオン 高畑店

中村区野田町
- DCM 八田店

## その他

### 日本郵便
- 集配担当する郵便局は以下の通りである[WEB 16]。

| 区     | 町丁   | 郵便番号 | 郵便局     |
| ------ | ------ | -------- | ---------- |
| 中川区 | 野田   | 454-0912 | 中川郵便局 |
| 中川区 | 野田町 | 454-0000 | 中川郵便局 |
| 中村区 | 野田町 | 453-0858 | 中村郵便局 |